# 悪太郎獅子
『悪太郎獅子』（あくたろうじし）は、1936年（昭和11年）2月7日公開の日本映画である。中川信夫監督、市川右太衛門プロダクション製作、松竹キネマ配給、白黒映画、8巻 / 1,961メートル（1時間35分）、サイレント映画（サウンド版）。

## 概要
中川信夫が監督昇進前に執筆した自作シナリオ『鉄の昼夜帯』を自ら脚色改題、監督した作品。
中川はこの作品を監督昇進作とすることを望んでいた。その熱の入れようについて、キネマ旬報素人投稿時代以降の中川の親友である映画評論家の滝沢一は「俺と初対面の時、信ちゃん（中川信夫）もう「鉄の昼夜帯」言うてたもんな。これで一本やりたいねんて」と回想している。また渡辺新太郎監督『寝返り仁義』（1935年）の脚本を中川が書いた時には「次は『鉄の昼夜帯』をやらせてくれ」と京都から懇願の手紙を出してきた渡辺に対し、中川は「それはどうしても俺がやるんだ」と断っている。しかし『弓矢八幡剣』や『東海の顔役』などが先に回されたためにかなえられず、ようやく実現した矢先、今度は市川右太衛門プロダクションが松竹に吸収合併されることになったために、中川は「意気消沈した作品である」と語っている。
1936年（昭和11年）1月、『悪太郎獅子』は完成する（正確な日時は不詳）。作品は同年2月7日、松竹キネマ配給により大阪劇場で公開されているが、同日右太衛門プロダクションは撮影所を閉鎖した（市川右太衛門プロダクション#略歴・概要）。右太衛門プロダクションのメンバーは、市川右太衛門をはじめとして多数の人材が松竹に移ったが、中川は解雇された。中川はいったんマキノ正博が設立したマキノトーキーに移り、1938年（昭和13年）に東宝に移籍した。
成瀬巳喜男作品や『ゴジラ』（1954年）などのカメラマン玉井正夫が撮影を担当している。

## あらすじ
ある貧しい村に住むやくざの伝吉は、恋人お秋の親友おていが女郎に売られていくのを引き留めるために博打で身請け金を稼ごうとするが、逆にボロ負けして無一文になってしまい、おていは売られていく。お秋は伝吉に愛想をつかし金に執着するようになり、伝吉を捨てて名家の一人息子に嫁いでしまう。お秋があきらめきれない伝吉は、その名家に入り込んで地道に金を稼ぎ、その稼ぎでお秋を助けようとするのだった。

## スタッフ
- 監督・脚本： 中川信夫
- 原作： 中川信夫（『鉄の昼夜帯』改題）
- 撮影： 玉井正夫

## キャスト
- 伝吉： 市川右太衛門
- お秋： 若水登美子
- お秋の父： 有川布袋
- お秋の母： 尾崎静子
- おてい： 末広千恵子
- 女衒： 市川門之助
- 桂庵： 高堂国典
- 太左衛門： 梅川菊三
- その息子： 山口勝久
- 甚兵衛： 天野刃一